# Bergtatt - Et Eeventyr i 5 Capitler
Bergtatt - Et Eeventyr i 5 Capitler är det första fullängds studioalbumet av det norska black metal-bandet Ulver. Albumet utgavs 1995 av skivbolaget Head Not Found.

## Låtförteckning
1. "Capitel I: I Troldskog faren vild" – 7:51
2. "Capitel II: Soelen gaaer bag Aase need" – 6:34
3. "Capitel III: Graablick blev hun vaer" – 7:45
4. "Capitel IV: Een Stemme locker" – 4:01
5. "Capitel V: Bergtatt - ind i Fjeldkamrene" – 8:06

- Text: Garm
- Musik: Ulver

## Medverkande
Musiker (Ulver-medlemmar)
- Garm (Kristoffer Rygg) – sång
- Haavard (Håvard Jørgensen) – gitarr
- Aismal (Torbjørn Pedersen) – gitarr
- Skoll (Hugh Stephen James Mingay) – basgitarr
- AiwarikiaR (Erik Olivier Lancelot) – trummor

Bidragande musiker
- Sverd (Steinar Sverd Johnsen) – piano
- Lill Kathrine Stensrud – sång, flöjt

Produktion
- Ulver  – producent
- Kristian Romsøe – producent, ljudtekniker, ljudmix
- Craig Morris – mastering
- Tania Stene – omslagskonst